# Giro d'Italia 2023
Il Giro d'Italia 2023, centoseiesima edizione della corsa, valevole come prova dell'UCI World Tour 2023, si svolse in ventuno tappe dal 6 al 28 maggio 2023 per un totale di 3 363,8 km, con partenza da Fossacesia, in Abruzzo, e arrivo a Roma (per la quinta volta nella storia della corsa). La vittoria fu appannaggio di Primož Roglič, primo sloveno a imporsi nella Corsa Rosa, che completò il percorso in 85h29'02" alla media di 39,488 km/h, precedendo il britannico Geraint Thomas ed il portoghese João Almeida. 
Sul traguardo di Roma 125 ciclisti, su 176 partiti da Fossacesia, portarono a termine la competizione.

## Tappe
| Tappa  | Data      | Percorso                                                               | km      | Vincitore di tappa     | Leader cl. generale |
| ------ | --------- | ---------------------------------------------------------------------- | ------- | ---------------------- | ------------------- |
| 1ª     | 6 maggio  | Costa dei Trabocchi (Fossacesia Marina > Ortona) (cron. individuale)   | 19,6    | Remco Evenepoel        | Remco Evenepoel     |
| 2ª     | 7 maggio  | Teramo > San Salvo                                                     | 202     | Jonathan Milan         | Remco Evenepoel     |
| 3ª     | 8 maggio  | Vasto > Melfi                                                          | 216     | Michael Matthews       | Remco Evenepoel     |
| 4ª     | 9 maggio  | Venosa > Lago Laceno                                                   | 175     | Aurélien Paret-Peintre | Andreas Leknessund  |
| 5ª     | 10 maggio | Atripalda > Salerno                                                    | 171     | Kaden Groves           | Andreas Leknessund  |
| 6ª     | 11 maggio | Napoli > Napoli                                                        | 162     | Mads Pedersen          | Andreas Leknessund  |
| 7ª     | 12 maggio | Capua > Gran Sasso d'Italia (Campo Imperatore)                         | 218     | Davide Bais            | Andreas Leknessund  |
| 8ª     | 13 maggio | Terni > Fossombrone                                                    | 207     | Ben Healy              | Andreas Leknessund  |
| 9ª     | 14 maggio | Savignano sul Rubicone > Cesena (Technogym Village)(cron. individuale) | 35      | Remco Evenepoel        | Remco Evenepoel     |
|        | 15 maggio | giorno di riposo                                                       |         |                        |                     |
| 10ª    | 16 maggio | Scandiano > Viareggio                                                  | 196     | Magnus Cort Nielsen    | Geraint Thomas      |
| 11ª    | 17 maggio | Camaiore > Tortona                                                     | 219     | Pascal Ackermann       | Geraint Thomas      |
| 12ª    | 18 maggio | Bra > Rivoli                                                           | 185     | Nico Denz              | Geraint Thomas      |
| 13ª    | 19 maggio | Le Châble (CHE) > Crans-Montana (CHE)                                  | 74,6    | Einer Rubio            | Geraint Thomas      |
| 14ª    | 20 maggio | Sierre (CHE) > Cassano Magnago                                         | 193     | Nico Denz              | Bruno Armirail      |
| 15ª    | 21 maggio | Seregno > Bergamo                                                      | 195     | Brandon McNulty        | Bruno Armirail      |
|        | 22 maggio | giorno di riposo                                                       |         |                        |                     |
| 16ª    | 23 maggio | Sabbio Chiese > Monte Bondone                                          | 203     | João Almeida           | Geraint Thomas      |
| 17ª    | 24 maggio | Pergine Valsugana > Caorle                                             | 195     | Alberto Dainese        | Geraint Thomas      |
| 18ª    | 25 maggio | Oderzo > Val di Zoldo (Palafavera)                                     | 161     | Filippo Zana           | Geraint Thomas      |
| 19ª    | 26 maggio | Longarone > Tre Cime di Lavaredo (Rifugio Auronzo)                     | 183     | Santiago Buitrago      | Geraint Thomas      |
| 20ª    | 27 maggio | Tarvisio > Monte Lussari (cron. individuale)                           | 18,6    | Primož Roglič          | Primož Roglič       |
| 21ª    | 28 maggio | Roma > Roma                                                            | 126     | Mark Cavendish         | Primož Roglič       |
| Totale | Totale    | Totale                                                                 | 3 363,8 |                        |                     |

## Squadre e corridori partecipanti
Alla competizione hanno preso parte 22 squadre: le diciotto iscritte all'UCI World Tour 2023, e le quattro squadre invitate, ovverosia l'Eolo-Kometa Cycling Team, la Green Project-BardianiCSF-Faizanè, l'Israel-Premier Tech e la Corratec Selle Italia, tutte di categoria UCI ProTeam, ciascuna delle quali composta da otto corridori, per un totale di 176 ciclisti.
| N.      | Cod. | Squadra                           |
| ------- | ---- | --------------------------------- |
| 1-8     | SOQ  | Soudal Quick-Step                 |
| 11-18   | ACT  | AG2R Citroën Team                 |
| 21-28   | ADC  | Alpecin-Deceuninck                |
| 31-38   | AST  | Astana Qazaqstan Team             |
| 41-48   | TBV  | Bahrain Victorious                |
| 51-58   | BOH  | Bora-Hansgrohe                    |
| 61-68   | COF  | Cofidis                           |
| 71-78   | EFE  | EF Education-EasyPost             |
| 81-88   | EOK  | Eolo-Kometa Cycling Team          |
| 91-98   | GBF  | Green Project-BardianiCSF-Faizanè |
| 101-109 | GFC  | Groupama-FDJ                      |

| N.      | Cod. | Squadra                  |
| ------- | ---- | ------------------------ |
| 111-118 | IGD  | Ineos Grenadiers         |
| 121-128 | ICW  | Intermarché-Circus-Wanty |
| 131-138 | IPT  | Israel-Premier Tech      |
| 141-148 | TJV  | Jumbo-Visma              |
| 151-158 | MOV  | Movistar Team            |
| 161-168 | ARK  | Team Arkéa-Samsic        |
| 171-178 | COR  | Corratec Selle Italia    |
| 181-188 | DSM  | Team DSM                 |
| 191-198 | JAY  | Team Jayco AlUla         |
| 201-208 | TFS  | Trek-Segafredo           |
| 211-218 | UAD  | UAE Team Emirates        |

## Dettagli delle tappe

### 1ª tappa
- 6 maggio: Costa dei Trabocchi (Fossacesia Marina) > Ortona - Cronometro individuale – 19,6 km

Risultati
| Pos. | Corridore       | Squadra | Tempo  |
| ---- | --------------- | ------- | ------ |
| 1    | Remco Evenepoel | Soudal  | 21'18" |
| 2    | Filippo Ganna   | Ineos   | a 22"  |
| 3    | João Almeida    | UAE     | a 29"  |

| Pos. | Corridore       | Squadra | Tempo  |
| ---- | --------------- | ------- | ------ |
| 1    | Remco Evenepoel | Soudal  | 21'18" |
| 2    | Filippo Ganna   | Ineos   | a 22"  |
| 3    | João Almeida    | UAE     | a 29"  |

### 2ª tappa
- 7 maggio: Teramo > San Salvo – 202 km

Risultati
| Pos. | Corridore      | Squadra | Tempo    |
| ---- | -------------- | ------- | -------- |
| 1    | Jonathan Milan | Bahrain | 4h55'11" |
| 2    | David Dekker   | Arkéa   | s.t.     |
| 3    | Kaden Groves   | Alpecin | s.t.     |

| Pos. | Corridore       | Squadra | Tempo    |
| ---- | --------------- | ------- | -------- |
| 1    | Remco Evenepoel | Soudal  | 5h16'29" |
| 2    | Filippo Ganna   | Ineos   | a 22"    |
| 3    | João Almeida    | UAE     | a 29"    |

### 3ª tappa
- 8 maggio: Vasto > Melfi – 216 km

Risultati
| Pos. | Corridore        | Squadra | Tempo    |
| ---- | ---------------- | ------- | -------- |
| 1    | Michael Matthews | Jayco   | 5h01'41" |
| 2    | Mads Pedersen    | Trek    | s.t.     |
| 3    | Kaden Groves     | Alpecin | s.t.     |

| Pos. | Corridore       | Squadra | Tempo     |
| ---- | --------------- | ------- | --------- |
| 1    | Remco Evenepoel | Soudal  | 10h18'07" |
| 2    | João Almeida    | UAE     | a 32"     |
| 3    | Primož Roglič   | Jumbo   | a 44"     |

### 4ª tappa
- 9 maggio: Venosa > Lago Laceno – 175 km

Risultati
| Pos. | Corridore          | Squadra | Tempo    |
| ---- | ------------------ | ------- | -------- |
| 1    | A. Paret-Peintre   | AG2R    | 4h16'04" |
| 2    | Andreas Leknessund | DSM     | a 2"     |
| 3    | Toms Skujiņš       | Trek    | a 57"    |

| Pos. | Corridore          | Squadra | Tempo     |
| ---- | ------------------ | ------- | --------- |
| 1    | Andreas Leknessund | DSM     | 14h35'44" |
| 2    | Remco Evenepoel    | Soudal  | a 28"     |
| 3    | A. Paret-Peintre   | AG2R    | a 30"     |

### 5ª tappa
- 10 maggio: Atripalda > Salerno – 171 km

Risultati
| Pos. | Corridore      | Squadra | Tempo    |
| ---- | -------------- | ------- | -------- |
| 1    | Kaden Groves   | Alpecin | 4h30'19" |
| 2    | Jonathan Milan | Bahrain | s.t.     |
| 3    | Mads Pedersen  | Trek    | s.t.     |

| Pos. | Corridore          | Squadra | Tempo     |
| ---- | ------------------ | ------- | --------- |
| 1    | Andreas Leknessund | DSM     | 19h06'03" |
| 2    | Remco Evenepoel    | Soudal  | a 28"     |
| 3    | A. Paret-Peintre   | AG2R    | a 30"     |

### 6ª tappa
- 11 maggio: Napoli > Napoli – 162 km

Risultati
| Pos. | Corridore        | Squadra | Tempo    |
| ---- | ---------------- | ------- | -------- |
| 1    | Mads Pedersen    | Trek    | 3h44'45" |
| 2    | Jonathan Milan   | Bahrain | s.t.     |
| 3    | Pascal Ackermann | UAE     | s.t.     |

| Pos. | Corridore          | Squadra | Tempo     |
| ---- | ------------------ | ------- | --------- |
| 1    | Andreas Leknessund | DSM     | 22h50'48" |
| 2    | Remco Evenepoel    | Soudal  | a 28"     |
| 3    | A. Paret-Peintre   | AG2R    | a 30"     |

### 7ª tappa
- 12 maggio: Capua > Gran Sasso d'Italia (Campo Imperatore) – 218 km

Risultati
| Pos. | Corridore      | Squadra     | Tempo    |
| ---- | -------------- | ----------- | -------- |
| 1    | Davide Bais    | Eolo        | 6h08'40" |
| 2    | Karel Vacek    | Corratec    | a 9"     |
| 3    | Simone Petilli | Intermarché | a 16"    |

| Pos. | Corridore          | Squadra | Tempo     |
| ---- | ------------------ | ------- | --------- |
| 1    | Andreas Leknessund | DSM     | 29h02'38" |
| 2    | Remco Evenepoel    | Soudal  | a 28"     |
| 3    | A. Paret-Peintre   | AG2R    | a 30"     |

### 8ª tappa
- 13 maggio: Terni > Fossombrone – 207 km

Risultati
| Pos. | Corridore    | Squadra | Tempo    |
| ---- | ------------ | ------- | -------- |
| 1    | Ben Healy    | EF      | 4h44'24" |
| 2    | Derek Gee    | Israel  | a 1'49"  |
| 3    | Filippo Zana | Jayco   | s.t.     |

| Pos. | Corridore          | Squadra | Tempo     |
| ---- | ------------------ | ------- | --------- |
| 1    | Andreas Leknessund | DSM     | 33h52'10" |
| 2    | Remco Evenepoel    | Soudal  | a 8"      |
| 3    | Primož Roglič      | Jumbo   | a 38"     |

### 9ª tappa
- 14 maggio: Savignano sul Rubicone > Cesena - Cronometro individuale – 35 km

Risultati
| Pos. | Corridore          | Squadra | Tempo  |
| ---- | ------------------ | ------- | ------ |
| 1    | Remco Evenepoel    | Soudal  | 41'24" |
| 2    | Geraint Thomas     | Ineos   | a 1"   |
| 3    | Tao Geoghegan Hart | Ineos   | a 2"   |

| Pos. | Corridore       | Squadra | Tempo     |
| ---- | --------------- | ------- | --------- |
| 1    | Remco Evenepoel | Soudal  | 34h33'42" |
| 2    | Geraint Thomas  | Ineos   | a 45"     |
| 3    | Primož Roglič   | Jumbo   | a 47"     |

### 10ª tappa
- 16 maggio: Scandiano > Viareggio – 196 km

Risultati
| Pos. | Corridore            | Squadra | Tempo    |
| ---- | -------------------- | ------- | -------- |
| 1    | Magnus Cort Nielsen  | EF      | 4h51'15" |
| 2    | Derek Gee            | Israel  | s.t.     |
| 3    | Alessandro De Marchi | Jayco   | a 2"     |

| Pos. | Corridore          | Squadra | Tempo     |
| ---- | ------------------ | ------- | --------- |
| 1    | Geraint Thomas     | Ineos   | 39h26'33" |
| 2    | Primož Roglič      | Jumbo   | a 2"      |
| 3    | Tao Geoghegan Hart | Ineos   | a 5"      |

### 11ª tappa
- 17 maggio: Camaiore > Tortona – 219 km

Risultati
| Pos. | Corridore        | Squadra | Tempo    |
| ---- | ---------------- | ------- | -------- |
| 1    | Pascal Ackermann | UAE     | 5h09'22" |
| 2    | Jonathan Milan   | Bahrain | s.t.     |
| 3    | Mark Cavendish   | Astana  | s.t.     |

| Pos. | Corridore      | Squadra | Tempo     |
| ---- | -------------- | ------- | --------- |
| 1    | Geraint Thomas | Ineos   | 44h35'35" |
| 2    | Primož Roglič  | Jumbo   | a 2"      |
| 3    | João Almeida   | UAE     | a 22"     |

### 12ª tappa
- 18 maggio: Bra > Rivoli – 185 km

Risultati
| Pos. | Corridore         | Squadra | Tempo    |
| ---- | ----------------- | ------- | -------- |
| 1    | Nico Denz         | Bora    | 4h18'11" |
| 2    | Toms Skujiņš      | Trek    | s.t.     |
| 3    | Sebastian Berwick | Israel  | a 3"     |

| Pos. | Corridore      | Squadra | Tempo     |
| ---- | -------------- | ------- | --------- |
| 1    | Geraint Thomas | Ineos   | 49h02'05" |
| 2    | Primož Roglič  | Jumbo   | a 2"      |
| 3    | João Almeida   | UAE     | a 22"     |

### 13ª tappa
- 19 maggio: Le Châble (CHE)[4] > Crans-Montana (CHE) – 74,6 km[5]

Risultati
| Pos. | Corridore     | Squadra  | Tempo    |
| ---- | ------------- | -------- | -------- |
| 1    | Einer Rubio   | Movistar | 2h16'21" |
| 2    | Thibaut Pinot | Groupama | a 6"     |
| 3    | J. A. Cepeda  | EF       | a 12"    |

| Pos. | Corridore      | Squadra | Tempo     |
| ---- | -------------- | ------- | --------- |
| 1    | Geraint Thomas | Ineos   | 51h20'01" |
| 2    | Primož Roglič  | Jumbo   | a 2"      |
| 3    | João Almeida   | UAE     | a 22"     |

### 14ª tappa
- 20 maggio: Sierre (CHE) > Cassano Magnago – 193 km

Risultati
| Pos. | Corridore       | Squadra | Tempo    |
| ---- | --------------- | ------- | -------- |
| 1    | Nico Denz       | Bora    | 4h37'30" |
| 2    | Derek Gee       | Israel  | s.t.     |
| 3    | Alberto Bettiol | EF      | s.t.     |

| Pos. | Corridore      | Squadra  | Tempo     |
| ---- | -------------- | -------- | --------- |
| 1    | Bruno Armirail | Groupama | 56h17'01" |
| 2    | Geraint Thomas | Ineos    | a 1'41"   |
| 3    | Primož Roglič  | Jumbo    | a 1'43"   |

### 15ª tappa
- 21 maggio: Seregno > Bergamo – 195 km

Risultati
| Pos. | Corridore       | Squadra | Tempo    |
| ---- | --------------- | ------- | -------- |
| 1    | Brandon McNulty | UAE     | 5h13'39" |
| 2    | Ben Healy       | EF      | s.t.     |
| 3    | Marco Frigo     | Israel  | s.t.     |

| Pos. | Corridore      | Squadra  | Tempo     |
| ---- | -------------- | -------- | --------- |
| 1    | Bruno Armirail | Groupama | 61h38'06" |
| 2    | Geraint Thomas | Ineos    | a 1'08"   |
| 3    | Primož Roglič  | Jumbo    | a 1'10"   |

### 16ª tappa
- 23 maggio: Sabbio Chiese > Monte Bondone – 203 km

Risultati
| Pos. | Corridore      | Squadra | Tempo    |
| ---- | -------------- | ------- | -------- |
| 1    | João Almeida   | UAE     | 5h53'27" |
| 2    | Geraint Thomas | Ineos   | s.t.     |
| 3    | Primož Roglič  | Jumbo   | a 25"    |

| Pos. | Corridore      | Squadra | Tempo     |
| ---- | -------------- | ------- | --------- |
| 1    | Geraint Thomas | Ineos   | 67h32'35" |
| 2    | João Almeida   | UAE     | a 18"     |
| 3    | Primož Roglič  | Jumbo   | a 29"     |

### 17ª tappa
- 24 maggio: Pergine Valsugana > Caorle – 195 km

Risultati
| Pos. | Corridore        | Squadra | Tempo    |
| ---- | ---------------- | ------- | -------- |
| 1    | Alberto Dainese  | DSM     | 4h26'08" |
| 2    | Jonathan Milan   | Bahrain | s.t.     |
| 3    | Michael Matthews | Jayco   | s.t.     |

| Pos. | Corridore      | Squadra | Tempo     |
| ---- | -------------- | ------- | --------- |
| 1    | Geraint Thomas | Ineos   | 71h58'43" |
| 2    | João Almeida   | UAE     | a 18"     |
| 3    | Primož Roglič  | Jumbo   | a 29"     |

### 18ª tappa
- 25 maggio: Oderzo > Val di Zoldo – 161 km

Risultati
| Pos. | Corridore      | Squadra  | Tempo    |
| ---- | -------------- | -------- | -------- |
| 1    | Filippo Zana   | Jayco    | 4h25'12" |
| 2    | Thibaut Pinot  | Groupama | s.t.     |
| 3    | Warren Barguil | Arkéa    | a 50"    |

| Pos. | Corridore      | Squadra | Tempo     |
| ---- | -------------- | ------- | --------- |
| 1    | Geraint Thomas | Ineos   | 76h25'51" |
| 2    | Primož Roglič  | Jumbo   | a 29"     |
| 3    | João Almeida   | UAE     | a 39"     |

### 19ª tappa
- 26 maggio: Longarone > Tre Cime di Lavaredo – 183 km

Risultati
| Pos. | Corridore           | Squadra | Tempo    |
| ---- | ------------------- | ------- | -------- |
| 1    | Santiago Buitrago   | Bahrain | 5h28'07" |
| 2    | Derek Gee           | Israel  | a 51"    |
| 3    | Magnus Cort Nielsen | EF      | a 1'46"  |

| Pos. | Corridore      | Squadra | Tempo     |
| ---- | -------------- | ------- | --------- |
| 1    | Geraint Thomas | Ineos   | 81h55'47" |
| 2    | Primož Roglič  | Jumbo   | a 26"     |
| 3    | João Almeida   | UAE     | a 59"     |

### 20ª tappa
- 27 maggio: Tarvisio > Monte Lussari - Cronometro individuale – 18,6 km

Risultati
| Pos. | Corridore      | Squadra | Tempo  |
| ---- | -------------- | ------- | ------ |
| 1    | Primož Roglič  | Jumbo   | 44'23" |
| 2    | Geraint Thomas | Ineos   | a 40"  |
| 3    | João Almeida   | UAE     | a 42"  |

| Pos. | Corridore      | Squadra | Tempo     |
| ---- | -------------- | ------- | --------- |
| 1    | Primož Roglič  | Jumbo   | 82h40'36" |
| 2    | Geraint Thomas | Ineos   | a 14"     |
| 3    | João Almeida   | UAE     | a 1'15"   |

### 21ª tappa
- 28 maggio: Roma > Roma – 126 km

Risultati
| Pos. | Corridore        | Squadra     | Tempo    |
| ---- | ---------------- | ----------- | -------- |
| 1    | Mark Cavendish   | Astana      | 2h48'26" |
| 2    | Alex Kirsch      | Trek        | s.t.     |
| 3    | Filippo Fiorelli | Gr. Project | s.t.     |

| Pos. | Corridore      | Squadra | Tempo     |
| ---- | -------------- | ------- | --------- |
| 1    | Primož Roglič  | Jumbo   | 85h29'02" |
| 2    | Geraint Thomas | Ineos   | a 14"     |
| 3    | João Almeida   | UAE     | a 1'15"   |

## Evoluzione delle classifiche
| Tappa              | Vincitore              | Classifica generale Maglia rosa | Classifica a punti Maglia ciclamino | Classifica scalatori Maglia azzurra | Classifica giovani Maglia bianca | Classifica a squadre |
| ------------------ | ---------------------- | ------------------------------- | ----------------------------------- | ----------------------------------- | -------------------------------- | -------------------- |
| 1ª                 | Remco Evenepoel        | Remco Evenepoel                 | Remco Evenepoel                     | Tao Geoghegan Hart                  | Remco Evenepoel                  | Ineos Grenadiers     |
| 2ª                 | Jonathan Milan         | Remco Evenepoel                 | Jonathan Milan                      | Paul Lapeira                        | Remco Evenepoel                  | UAE Team Emirates    |
| 3ª                 | Michael Matthews       | Remco Evenepoel                 | Jonathan Milan                      | Thibaut Pinot                       | Remco Evenepoel                  | UAE Team Emirates    |
| 4ª                 | Aurélien Paret-Peintre | Andreas Leknessund              | Jonathan Milan                      | Thibaut Pinot                       | Andreas Leknessund               | Ineos Grenadiers     |
| 5ª                 | Kaden Groves           | Andreas Leknessund              | Jonathan Milan                      | Thibaut Pinot                       | Andreas Leknessund               | Ineos Grenadiers     |
| 6ª                 | Mads Pedersen          | Andreas Leknessund              | Jonathan Milan                      | Thibaut Pinot                       | Andreas Leknessund               | Ineos Grenadiers     |
| 7ª                 | Davide Bais            | Andreas Leknessund              | Jonathan Milan                      | Davide Bais                         | Andreas Leknessund               | Ineos Grenadiers     |
| 8ª                 | Ben Healy              | Andreas Leknessund              | Jonathan Milan                      | Davide Bais                         | Andreas Leknessund               | Ineos Grenadiers     |
| 9ª                 | Remco Evenepoel        | Remco Evenepoel                 | Jonathan Milan                      | Davide Bais                         | Remco Evenepoel                  | Ineos Grenadiers     |
| 10ª                | Magnus Cort Nielsen    | Geraint Thomas                  | Jonathan Milan                      | Davide Bais                         | João Almeida                     | Ineos Grenadiers     |
| 11ª                | Pascal Ackermann       | Geraint Thomas                  | Jonathan Milan                      | Davide Bais                         | João Almeida                     | Ineos Grenadiers     |
| 12ª                | Nico Denz              | Geraint Thomas                  | Jonathan Milan                      | Davide Bais                         | João Almeida                     | Jumbo-Visma          |
| 13ª                | Einer Rubio            | Geraint Thomas                  | Jonathan Milan                      | Thibaut Pinot                       | João Almeida                     | Jumbo-Visma          |
| 14ª                | Nico Denz              | Bruno Armirail                  | Jonathan Milan                      | Davide Bais                         | João Almeida                     | Bahrain Victorious   |
| 15ª                | Brandon McNulty        | Bruno Armirail                  | Jonathan Milan                      | Davide Bais                         | João Almeida                     | Bahrain Victorious   |
| 16ª                | João Almeida           | Geraint Thomas                  | Jonathan Milan                      | Ben Healy                           | João Almeida                     | Bahrain Victorious   |
| 17ª                | Alberto Dainese        | Geraint Thomas                  | Jonathan Milan                      | Ben Healy                           | João Almeida                     | Bahrain Victorious   |
| 18ª                | Filippo Zana           | Geraint Thomas                  | Jonathan Milan                      | Thibaut Pinot                       | João Almeida                     | Bahrain Victorious   |
| 19ª                | Santiago Buitrago      | Geraint Thomas                  | Jonathan Milan                      | Thibaut Pinot                       | João Almeida                     | Bahrain Victorious   |
| 20ª                | Primož Roglič          | Primož Roglič                   | Jonathan Milan                      | Thibaut Pinot                       | João Almeida                     | Bahrain Victorious   |
| 21ª                | Mark Cavendish         | Primož Roglič                   | Jonathan Milan                      | Thibaut Pinot                       | João Almeida                     | Bahrain Victorious   |
| Classifiche finali | Classifiche finali     | Primož Roglič                   | Jonathan Milan                      | Thibaut Pinot                       | João Almeida                     | Bahrain Victorious   |

Maglie indossate da altri ciclisti in caso di due o più maglie vinte
- Nella 2ª tappa Filippo Ganna ha indossato la maglia ciclamino al posto di Remco Evenepoel.
- Nella 2ª e 3ª tappa Brandon McNulty ha indossato la maglia bianca al posto di Remco Evenepoel.[8]
- Nella 4ª tappa Ilan Van Wilder ha indossato la maglia bianca al posto di Remco Evenepoel.[8]
- Dalla 5ª all'8ª tappa Thymen Arensman ha indossato la maglia bianca al posto di Andreas Leknessund.[9]
- Nella 9ª tappa João Almeida ha indossato la maglia bianca al posto di Andreas Leknessund.[10]
- Nella 10ª tappa Geraint Thomas ha indossato la maglia rosa al posto di Remco Evenepoel e João Almeida quella bianca al posto di Remco Evenepoel.[11]

### Altre classifiche
| Tappa              | Traguardi volanti | Premio Fuga          | Combattività           | Fair Play         |
| ------------------ | ----------------- | -------------------- | ---------------------- | ----------------- |
| 1ª                 | non assegnata     | non assegnata        | Rudy Molard            | Soudal Quick-Step |
| 2ª                 | Stefano Gandin    | Mattia Bais          | Paul Lapeira           | Soudal Quick-Step |
| 3ª                 | Stefano Gandin    | Veljko Stojnić       | Veljko Stojnić         | Soudal Quick-Step |
| 4ª                 | Stefano Gandin    | Veljko Stojnić       | Amanuel Gebreigzabhier | Team DSM          |
| 5ª                 | Stefano Gandin    | Thomas Champion      | Stefano Gandin         | Soudal Quick-Step |
| 6ª                 | Stefano Gandin    | Thomas Champion      | Simon Clarke           | Soudal Quick-Step |
| 7ª                 | Stefano Gandin    | Thomas Champion      | Henok Mulubrhan        | Soudal Quick-Step |
| 8ª                 | Stefano Gandin    | Thomas Champion      | Ben Healy              | Soudal Quick-Step |
| 9ª                 | Stefano Gandin    | Thomas Champion      | Geraint Thomas         | Soudal Quick-Step |
| 10ª                | Stefano Gandin    | Alessandro De Marchi | Derek Gee              | AG2R Citroën Team |
| 11ª                | Davide Bais       | Thomas Champion      | Laurenz Rex            | AG2R Citroën Team |
| 12ª                | Davide Bais       | Thomas Champion      | Toms Skujiņš           | AG2R Citroën Team |
| 13ª                | Davide Bais       | Thomas Champion      | Thibaut Pinot          | Groupama-FDJ      |
| 14ª                | Davide Bais       | Thomas Champion      | Derek Gee              | Groupama-FDJ      |
| 15ª                | Davide Bais       | Thomas Champion      | Ben Healy              | Groupama-FDJ      |
| 16ª                | Toms Skujiņš      | Thomas Champion      | João Almeida           | Groupama-FDJ      |
| 17ª                | Toms Skujiņš      | Thomas Champion      | Thomas Champion        | Groupama-FDJ      |
| 18ª                | Thomas Champion   | Thomas Champion      | Thibaut Pinot          | Groupama-FDJ      |
| 19ª                | Derek Gee         | Thomas Champion      | Derek Gee              | Groupama-FDJ      |
| 20ª                | Derek Gee         | Thomas Champion      | Thibaut Pinot          | Groupama-FDJ      |
| 21ª                | Toms Skujiņš      | Thomas Champion      | non assegnata          | Groupama-FDJ      |
| Classifiche finali | Toms Skujiņš      | Thomas Champion      | Derek Gee              | Groupama-FDJ      |

## Classifiche finali

### Classifica generale - Maglia rosa
| Pos. | Corridore          | Squadra  | Tempo     |
| ---- | ------------------ | -------- | --------- |
| 1    | Primož Roglič      | Jumbo    | 85h29'02" |
| 2    | Geraint Thomas     | Ineos    | a 14"     |
| 3    | João Almeida       | UAE      | a 1'15"   |
| 4    | Damiano Caruso     | Bahrain  | a 4'40"   |
| 5    | Thibaut Pinot      | Groupama | a 5'43"   |
| 6    | Thymen Arensman    | Ineos    | a 6'05"   |
| 7    | Eddie Dunbar       | Jayco    | a 7'30"   |
| 8    | Andreas Leknessund | DSM      | a 7'31"   |
| 9    | Lennard Kämna      | Bora     | a 7'46"   |
| 10   | Laurens De Plus    | Ineos    | a 9'08"   |

### Classifica a punti - Maglia ciclamino
| Pos. | Corridore        | Squadra | Punti |
| ---- | ---------------- | ------- | ----- |
| 1    | Jonathan Milan   | Bahrain | 217   |
| 2    | Derek Gee        | Israel  | 164   |
| 3    | Michael Matthews | Jayco   | 101   |
| 4    | Mark Cavendish   | Astana  | 101   |
| 5    | Pascal Ackermann | UAE     | 95    |

### Classifica scalatori - Maglia azzurra
| Pos. | Corridore     | Squadra  | Punti |
| ---- | ------------- | -------- | ----- |
| 1    | Thibaut Pinot | Groupama | 237   |
| 2    | Derek Gee     | Israel   | 200   |
| 3    | Ben Healy     | EF       | 164   |
| 4    | Davide Bais   | Eolo     | 144   |
| 5    | Einer Rubio   | Movistar | 118   |

### Classifica giovani - Maglia bianca
| Pos. | Corridore          | Squadra  | Tempo     |
| ---- | ------------------ | -------- | --------- |
| 1    | João Almeida       | UAE      | 85h30'17" |
| 2    | Thymen Arensman    | Ineos    | a 4'50"   |
| 3    | Andreas Leknessund | DSM      | a 6'16"   |
| 4    | Einer Rubio        | Movistar | a 9'28"   |
| 5    | Ilan Van Wilder    | Soudal   | a 10'43"  |

### Classifica a squadre - Trofeo Super Team
| Pos. | Squadra            | Tempo      |
| ---- | ------------------ | ---------- |
| 1    | Bahrain Victorious | 256h21'18" |
| 2    | Ineos Grenadiers   | a 16'22"   |
| 3    | Jumbo-Visma        | a 30'40"   |
| 4    | UAE Team Emirates  | a 51'53"   |
| 5    | AG2R Citroën Team  | a 1h21'30" |